# 1571年牛津及劍橋法令
《1571年牛津及劍橋法令》（英語：Oxford and Cambridge Act 1571；13 Eliz 1 c 29）是英格蘭國會的一項法令。
該法令主要是為了將牛津大學及劍橋大學成立為法團。
截至2010年底，該法令仍在大不列顛部分有效。

## 外部連結
- The Oxford and Cambridge Act 1571 （页面存档备份，存于）, as amended, from Legislation.gov.uk.